# Oldenlandia mollis
Oldenlandia mollis là một loài thực vật có hoa trong họ Thiến thảo. Loài này được (Wall. ex G.Don) K.Schum. mô tả khoa học đầu tiên năm 1902.